# Lillesjön (Femsjö socken, Småland)
Lillesjön är en sjö i Hylte kommun i Småland och ingår i Nissans huvudavrinningsområde.